# OpenStreetMap
OpenStreetMap (OSM) je projekt, kjer uporabniki sami ustvarjajo prosto dostopen zemljevid sveta. Zemljevidi so narejeni na podlagi podatkov, zbranih s prenosnimi GPS sprejemniki in drugimi prosto dostopnimi viri. 
Surovi podatki in izrisani zemljevidi so licencirani s Open Database Licenco.

## Wiki pristop
Podobno kot pri Wikipediji lahko vsebino dodaja in dopolnjuje kdorkoli. S časom tako ustvarjena vsebina zaradi sinergijskih učinkov množice urednikov doseže kvaliteto, ažurnost in izjemne podrobnosti, ki pogosto prekosijo tudi nekoč najboljše, tudi uradne vire. 
Preprosto urejanje zemljevidov je možno že s klikom na zavihek 'Edit' pri pregledovanju trenutnega zemljevida v spletnem brskalniku.
V skladu z Wiki konceptom se hrani vsa zgodovina, vendar je zaradi kompleksnosti vidna le zadnja verzija, funkcija povrnitve pretekle verzije pa je še v razvoju.

## Zgodovina
OpenStreetMap je julija 2004 ustanovil Steve Coast. Aprila 2006 je OSM začel postopek ustanovitve neprofitne organizacije.

## Povezave
- www.openstreetmap.org - Stran projekta
- Potek kartiranja Slovenije
- Projektni wiki
- Izbrane slike